# Jahn Czernowitz
Jahn Czernowitz (rumän. Jahn Cernăuți) war ein deutscher Fußballverein aus Czernowitz in einer Zeit, als diese Stadt zunächst zu Österreich-Ungarn und dann zu Rumänien gehörte.

## Geschichte
Jahn Czernowitz wurde im Herbst 1903 gegründet, als sich eine Fußballmannschaft von deutschen Studenten in Czernowitz zusammenschloss. 1908 nahm der Verein den Namen DFC Czernowitz (DFC = Deutscher Fußballklub) an.
Im Frühjahr 1909 spaltete sich ein Teil des Vereins als IFC Czernowitz (IFC = Internationaler Fußballklub) ab. Dieser fusionierte am 27. Mai 1910 mit dem im Frühjahr 1909 gegründeten Danubia Czernowitz zu BASK Czernowitz (BASK = Bukowinaer Allgemeiner Sportklub), der in rumänischen Quellen mit dem ins Rumänische übertragenen Namen Societatea Generală de Sport Cernăuți geführt wird.
In BASK ging 1910 Sarmatia Czernowitz auf und 1912 spaltete sich Dorost Sokoly ab, das sich 1919 in Polonia Czerniowce umbenannte. BASK wurde im Juni 1928 aufgelöst.
Am 8. September 1910 fusionierte der DFC Czernowitz mit den deutschen Turnern aus Czernowitz zum Czernowitzer Turn- und Sportverein Jahn, der in rumänischen Quellen mit dem ins Rumänische übertragenen Namen Clubul Sportiv Jahn Cernăuți geführt wird.
Nachdem zunächst nur Wandern, Turnen und Fußball auf dem Programm standen, wurde nach dem Ersten Weltkrieg eine Leichtathletik-Abteilung gegründet. Der Bau eines eigenen Sportplatzes im Jahr 1923 begünstigte zudem die Entstehung von weiteren Abteilungen: Faustball, Tennis und Eissport (Eislauf und Eishockey). Bis in die 1930er Jahre etablierten sich auch Handball, Volleyball, Tischtennis und Skilauf im Verein, so dass die Mitgliederzahl von Jahr zu Jahr zunahm.
Ende Mai 1937 trennte sich die Fußballabteilung als FS Jahn Czernowitz (FS = Fußballsektion) ab. Im Sommer 1940 wurde der Verein aufgelöst, nachdem die deutsche Bevölkerung ins Deutsche Reich umgesiedelt wurde. Nach dem Zweiten Weltkrieg erstand in Stuttgart-Büsnau, der größten Siedlung der Nachkriegszeit von Bukowinadeutschen in Deutschland, mit dem Sport- und Kulturverein Büsnau ein neuer Verein, dessen Aktive sich zunächst hauptsächlich aus dem Nachwuchs der "alten Jahner" rekrutierten und der später in TSV Jahn Büsnau umbenannt wurde.

## Vereinsbilanz
| Saison  | Platzierung |
| ------- | --- |
|         | |
| 1920    | Teilnahme an der ersten Bukowinaer Meisterschaft |
| 1921    | 2. Platz in der Czernowitzer Meisterschaft |
| 1922    | 2. Platz in der Czernowitzer Meisterschaft und Qualifikation für die neu gegründete I. Klasse der Czernowitzer Meisterschaft |
| 1922/23 | 4. Platz in der I. Klasse der Czernowitzer Meisterschaft |
| 1923/24 | 1. Platz in der I. Klasse der Czernowitzer Meisterschaft und Teilnahme an der Endrunde zur rumänischen Fußballmeisterschaft 1923/24 |
| 1924/25 | 1. Platz in der I. Klasse der Czernowitzer Meisterschaft und Teilnahme an der Endrunde zur rumänischen Fußballmeisterschaft 1924/25 |
| 1925/26 | 3. Platz in der I. Klasse der Czernowitzer Meisterschaft |
| 1926/27 | 2. Platz in der I. Klasse der Czernowitzer Meisterschaft |
| 1927/28 | 6. Platz in der I. Klasse der Czernowitzer Meisterschaft |
| 1928/29 | 5. Platz in der I. Klasse der Czernowitzer Meisterschaft |
| 1929/30 | 2. Platz in der I. Klasse der Czernowitzer Meisterschaft |
| 1930/31 | 2. Platz in der I. Klasse der Czernowitzer Meisterschaft |
| 1931/32 | 2. Platz in der I. Klasse der Czernowitzer Meisterschaft |
| 1932/33 | 2. Platz in der I. Klasse der Czernowitzer Distriktmeisterschaft |
| 1933/34 | 1. Platz in der I. Klasse der Czernowitzer Distriktmeisterschaft, Ostligameister, gegen Chinezul Timișoara in den Qualifikationsspielen für die Zugehörigkeit zur Divizia A ausgeschieden und Aufstieg in die neu gegründete Divizia B |
| 1934/35 | 3. Platz in der Divizia B |
| 1935/36 | 3. Platz in der Divizia B |
| 1936/37 | 13. Platz in der Divizia B |
| 1937/38 | 12. Platz in der Divizia B |
| 1938/39 | 10. Platz in der Divizia B und Rückzug aus der Meisterschaft während der Rückrunde |
| 1939/40 | 1. Platz in der I. Klasse der Czernowitzer Meisterschaft |

## Stadion
Bis Anfang August 1922 hatte Jahn kein eigenes Stadion. Der Verein trug seine Spiele von 1903 bis 1914 auf der Horeczaer Wiese und der Roscher Wiese, von Frühjahr 1919 bis Anfang August 1922 auf dem Boisko Polskie aus.
Ab Anfang August 1922 stand der Jahnplatz zur Verfügung, dessen Tribüne am 20. Mai 1923 eingeweiht wurde. Der Jahnplatz hatte 1.000 Plätze, davon 400 Tribünen- und 600 Stehplätze. An drei Seiten war das Spielfeld zum Zeitpunkt der Einweihung von einem Bretterzaun umrahmt. In den darauffolgenden Jahren wurde das Stadion sukzessive ausgebaut. Ein vorläufiger Zuschauerrekord wurde am 31. August 1924 beim Städtespiel Czernowitz – Bukarest 2:1 (0:0) mit 6.000 Zuschauern aufgestellt.